# Jorge Bellver Casaña
Jorge Bellver Casaña (Alfara del Patriarca, 1965) es un político español, militante del Partido Popular (PP) y portavoz del grupo parlamentario popular en las Cortes Valencianas desde octubre de 2012 hasta 2015, cuando el PP perdió las elecciones. Ha sido concejal del Ayuntamiento de Valencia (1995-2012) en los gobiernos de Rita Barberá, de la que ha sido considerado su sucesor reiteradamente.

## Biografía
Jorge Bellver es licenciado en Geografía e Historia, fue elegido concejal de Alfara del Patriarca (Horta Norte) en 1987 y ejerció este cargo durante dos legislaturas. En 1991 fue nombrado asesor en el Ayuntamiento de Valencia hasta que en 1995 pasó a ser Concejal de Circulación y Transportes de este ayuntamiento. Hasta el 2012, cuando renunció, Bellver dirigió varias concejalías municipales como las de seguridad ciudadana o urbanismo, vivienda y calidad urbana.
En 2011 fue acusado de prevaricación urbanística para autorizar la construcción de un aparcamiento junto al histórico Jardín de Monforte sin solicitar el preceptivo informe del servicio de Patrimonio del Consejo de la Generalidad Valenciana. Finalmente fue declarado inocente junto a los cuatro funcionarios que también estaban acusados.
En el PP también ha ocupado diversos cargos orgánicos como los de presidente provincial de Valencia de Nuevas Generaciones (1987-1991), desde 2004 es miembro de la Junta Directiva Regional, y actualmente es Secretario general del PP local de Valencia desde 2006.
Bellver obtiene el acta de diputado en las Cortes Valencianas a las elecciones de 2011 compaginando las tareas de diputado con las de concejal de urbanismo de la ciudad de Valencia. Esta última responsabilidad la abandonará en octubre de 2012 para ser Síndic del Grupo Popular en las Cortes en sustitución del dimitido Rafael Blasco, encausado por el Caso de la Cooperación de corrupción política.
En abril de 2022, se conoció que su nombre aparecía en el sumario judicial del caso Azud de presunta corrupción y tráfico de influencias en el Ayuntamiento de Valencia entre 2003 y 2007. Según la documentación recopilada por la UCO de la Guardia Civil, Bellver aparece como receptor de "regalos de navidad" por parte del constructor Jaime Febrer, entre los que se cuentan relojes de lujo y una maleta de viaje Loewe, durante el mandato de aquel como concejal de urbanismo.